# Show TV
Show TV — турецький національний телеканал. Входить до складу турецького холдингу Чукурова Холдинг (тур. Cukurova Holding).

## Історія
Заснований 1 березня 1991 року турецькими бізнесменами — Еролом Аксоєм і Халдуном Симаві. Протягом декількох років канал значно розширив свою аудиторію за рахунок суміжних телеканалів Show Plus, Show Max і Show Turk.
Канал також транслює відомі телесеріали — Друзі, Беверлі-Гіллз, 90210, S. W. A. T., Хроніки молодого Індіани Джонса, Могутні рейнджери, Принц із Беверлі-Гіллз, Ангели Чарлі і багато інших (в основному, західного або американського виробництва).
Обличчями каналу є відомі турецькі актори — Алі Кирджа, Кенан Імірзалиоглу, Джансу Дере, Аджун Іліджали, Алішан, та інші.

## Телесеріали
- «Величне століття. Роксолана»
- «Любов не розуміє слів»
- «Моя кохана Діла»
- «Сила кохання Феріхи»
- «Статус стосунків: Усе складно»

### Телепередачі
- Var mısın? Yok musun? (турецька версія телегри Угода?!)
- Pazar Sürprizi
- Şahane Show
- Yemekteyiz
- Wipe Out 2